# Historia de la economía
La historia de la economía es el registro de las actividades económicas a lo largo de la historia y prehistoria humanas en todo el mundo.

## Prehistoria

### Paleolítico
En el Paleolítico, entre el 500 000 y 10 000 a. C., los grupos formados por parientes eran la unidad socioeconómica principal. La comunicación entre grupos tenía el propósito de intercambiar ideas, historias, herramientas, alimentos, pieles de animales, etc. además del intercambio de parejas. Los recursos económicos estaban limitados por los factores típicos del ecosistema: densidad y tasas de reemplazo de la flora y fauna comestibles, la competencia de otros consumidores (organismos) y el clima. A lo largo del Paleolítico Superior, los seres humanos se dispersaron y se adaptaron a una mayor variedad de entornos, y también desarrollaron  tecnologías y comportamientos para aumentar la productividad, lo que aumentó la población mundial hasta entre 1 y 15 millones.
Se ha estimado que a lo largo de la prehistoria, el PIB per cápita promedio mundial fue de aproximadamente 158 USD por año (ajustado a los dólares de 2013), y no aumentó mucho hasta la Revolución Industrial.

### Mesolítico
Este período comenzó con el fin del último período glacial, hace más de 10 000 años, que involucraba la domesticación gradual de plantas y animales y la formación de comunidades asentadas en diversos momentos y lugares.

### Neolítico
Dentro de cada tribu, la actividad de los individuos se diferenciaba en actividades específicas,  la característica de algunas de estas actividades estaba limitada por los recursos naturalmente presentes y disponibles desde el territorio de cada tribu, creando especializaciones de habilidades. Según Rondo Cameron "Para utilizar los artefactos hechos por tribus especializadas en áreas de producción que no están presentes en otras tribus, el intercambio y el comercio se volvieron necesarios".
El primer objeto o cosa física utilizada específicamente de una manera bastante similar a la definición moderna de dinero, es decir, a cambio, fue (probablemente) el ganado (según R. Davies).

La contribución global al PIB mundial por parte de las principales economías desde 1 CE hasta 2003 CE según las estimaciones de Angus Maddison. Hasta principios del, India y China eran las dos economías más grandes por la producción del PIB.

El comercio en ocre rojo está demostrado en Suazilandia, las joyas de concha en forma de cuentas colgadas también se remontan a este período, y tenían los atributos básicos necesarios para el dinero de la mercancía. Para organizar la producción y distribuir bienes y servicios entre sus poblaciones, antes de que existieran las economías de mercado, las personas dependían de la tradición, el comando de arriba hacia abajo o la cooperación de la comunidad. 

## Edad Antigua

### Edad de Cobre, Bronce y Edad de hierro

#### Los primeros desarrollos en el dinero formal y las finanzas
Los estados de la ciudad de Sumer desarrollaron una economía comercial y de mercado basada originalmente en el dinero de la mercancía del shekel, que era una cierta medida del peso de la cebada, mientras que los babilonios y sus vecinos del estado de la ciudad desarrollaron el primer sistema de precios utilizando una métrica de varios productos Eso fue arreglado en un código legal. Los primeros códigos de ley de Sumer podrían considerarse la primera ley financiera (escrita) y tenían muchos atributos todavía en uso en el sistema actual de precios; tales como cantidades codificadas de dinero para negocios (tasas de interés), multas por "irregularidades", reglas de herencia, leyes sobre cómo la propiedad privada debe ser gravada o tributada, etc. Para obtener un resumen de las leyes, consulte la ley babilónica.
Los templos son los primeros acreedores documentados de la historia en interés, comenzando en Sumer en el tercer milenio. Al cobrar los intereses y la renta del suelo sobre sus propios activos y propiedades, los templos ayudaron a legitimar la idea de la deuda con intereses y la búsqueda de ganancias en general. Más tarde, mientras que los templos ya no incluían los talleres de artesanía que caracterizaban la Mesopotamia del tercer milenio, en sus funciones de embajada legitimaban el comercio con fines de lucro, además de ser un importante beneficiario.

### Era Clásica
India y China, las dos economías más grandes, respectivamente, representaron más de la mitad del tamaño de la economía mundial. A pesar del alto PIB, estas naciones son los principales centros de población y no tuvieron un PIB per cápita significativamente más alto.

#### Expedición y comercio de larga distancia
Los dos cambios principales en la actividad comercial debido a la expedición conocida por el recuento histórico, son los liderados por Alejandro Magno, que facilitó el comercio multinacional, y la conquista al imperio de César (un romano) de Francia y Gran Bretaña.

#### Comercio exterior con el Imperio Romano

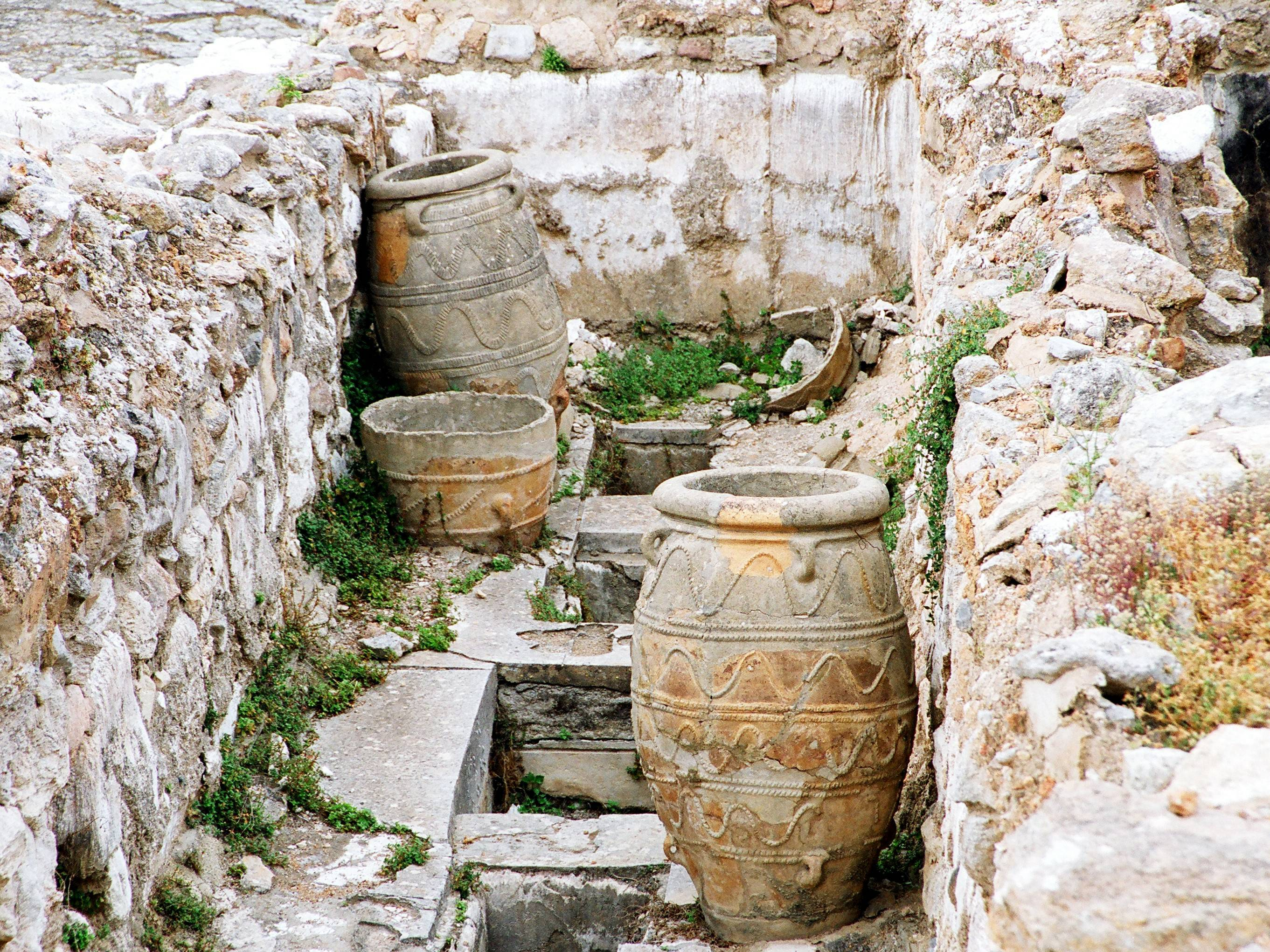
Trastero, Palacio de Cnosos.

Durante la época del comercio del Occidente con Roma, Egipto era el más rico de todos los lugares dentro del Imperio Romano. Los mercaderes de Roma adquirieron productos de Persia a través de Egipto, a través del puerto de Berenice, y posteriormente el Nilo.

#### Acuñación
Según Heródoto y la mayoría de los estudiosos modernos, los lidios fueron los primeros en introducir el uso de monedas de oro y plata. Se cree que estas primeras monedas estampadas se acuñaron alrededor de 650 a 600 a. C. Se hizo una moneda de stater en la denominación de estado (trillado). Para complementar el estado, se hicieron fracciones: la trillada (tercera), la hekte (sexta), y así sucesivamente en las denominaciones más bajas.

#### Desarrollos en conciencia y pensamiento económico
El primer economista (al menos desde dentro de la opinión generada por la evidencia de escritos existentes) es considerado Hesíodo, por el hecho de haber escrito sobre el tema fundamental de la escasez de recursos, en Obras y Días.
El Arthashastra, una obra india que incluye secciones sobre economía política, se compuso entre los siglos II y III aC, y con frecuencia se le atribuye al pensador indio Chanakya.
Los pensadores griegos y romanos hicieron varias observaciones económicas, especialmente Aristóteles y Jenofonte. Muchos otros escritos griegos muestran comprensión de conceptos económicos sofisticados. Por ejemplo, una forma de la Ley de Gresham se presenta en las ranas de Aristófanes.
Brisón de Heraclea fue un neoplatónico que fue citado por haber tenido una gran influencia en la erudición económica musulmana primitiva.

## Edad Media
En la Edad Media, la economía mundial se expandió lentamente con el aumento de la población y el comercio. La ruta de la seda fue utilizada para el comercio entre Europa, Asia Central y China. Durante el período temprano de la Edad Media, Europa era un remanso económico, sin embargo, en el período medieval surgieron ciudades comerciales ricas en Italia, creando los primeros sistemas modernos de contabilidad y finanzas.
Los primeros billetes fueron utilizados en la Dinastía Tang de China en el siglo IX (con un uso ampliado durante la Dinastía Song).[cita requerida]

## Edad Moderna
La era moderna temprana fue una época de mercantilismo, nacionalismo y comercio internacional. La decadencia del feudalismo vio cómo los nuevos marcos económicos nacionales comenzaban a fortalecerse. Después de los viajes de Cristóbal Colón et al. Abrieron nuevas oportunidades para el comercio con el Nuevo Mundo y Asia, las nuevas monarquías poderosas querían un estado militar más poderoso para impulsar su estatus. El mercantilismo era un movimiento político y una teoría económica que defendía el uso del poder militar del estado para garantizar la protección de los mercados locales y las fuentes de suministro.[cita requerida]
El primer billete en Europa fue emitido por el Banco de Estocolmo en 1661.[cita requerida]

### Revolución Industrial

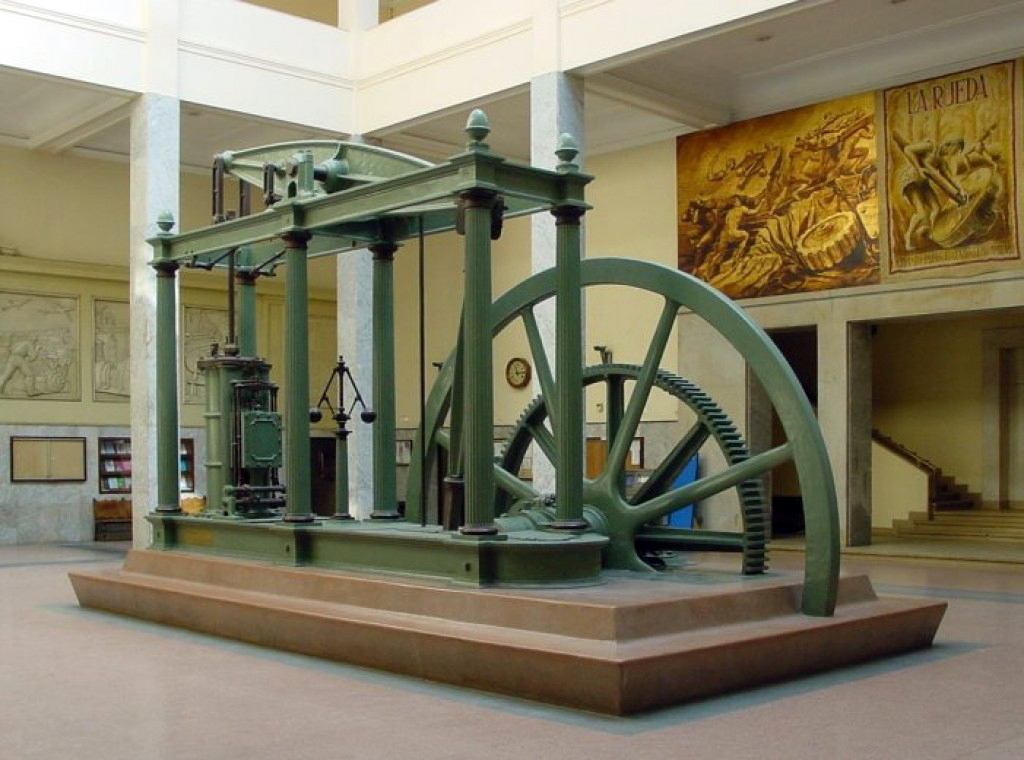
Un motor de vapor del Vatio, el motor de vapor alimentó principalmente por carbón que propelled la Revolución Industrial en Gran Bretaña y el mundo.

La historia económica en relación con el crecimiento económico en el sentido moderno se produjo por primera vez durante la Revolución Industrial en Europa, debido a las altas cantidades de conversión de energía que tienen lugar.

## sigloXX
El crecimiento económico se extendió a todas las regiones del mundo durante el siglo XX, cuando el PIB per cápita mundial se quintuplicó. El mayor crecimiento se produjo en la década de 1960 durante la reconstrucción de posguerra. Un cierto aumento en el volumen del comercio internacional se debe a la reclasificación del comercio dentro del país al comercio internacional, debido al creciente número de países y los cambios resultantes en las fronteras nacionales. El efecto es pequeño.
En particular, los contenedores de envío revolucionaron el comercio en la segunda mitad del siglo, al abaratar el transporte de mercancías, especialmente a nivel internacional.

## sigloXXI

### Crisis Económica Global
Se predijo que la economía mundial se contraería entre 0.5% y 1.0% en 2009, la primera contracción global en 60 años. En su pronóstico, el Fondo Monetario Internacional (FMI) dijo que los países desarrollados sufrirán una "profunda recesión".